# محمدحسین عباس میرزائی
محمدحسین عباس میرزائی (۶ مرداد ۱۳۰۰–۵ فروردین ۱۴۰۰) سیاست‌مدار ایرانی بود، که در دوره بیست و چهارم مجلس شورای ملی به‌عنوان نماینده تهران از استان تهران در مجلس شورای ملی حضور داشت.